# Županja
Županja (ungerska: Zsupanya) är en stad i Kroatien. Staden har 13 775 invånare (2001) och ligger i Vukovar-Srijems län i landskapet Slavonien. Županja är en gränsort och ligger vid floden Sava som utgör gräns mot Bosnien och Hercegovina. 

## Historia
Arkeologiska fynd från förhistorisk tid tyder på att området där Županja ligger var bebott under yngre stenålder. Bland annat har föremål från Starčevokulturen påträffats i omgivningarna. Under det första århundradet intog romarna området. Under folkvandringstiden bosatte sig slaver (dagens kroater) i området som kom att ingå i det kroatiska kungariket. 1102 ingick det medeltida Kroatien i en personalunion med kungariket Ungern. Staden tros ha existerat vid denna tid även om den inte finns omnämnd i skriven form. 
Županja omnämns för första gången i ett dokument daterat 1554. I detta dokument, en karta, omnämns staden som Zupana blacia. 1536 intogs staden av osmanerna som behöll greppet över staden fram till 1691. Sedan osmanerna dragit sig tillbaka kom staden att ingå i Habsburgska riket. Österrikarna lät upprätta en buffertzon, den så kallade Militärgränsen, som var tänkt att skydda riket mot nya osmanska anfall. Županja var fram till militärgränsens upplösning i slutet av 1800-talet en viktig garnisonsstad. 

## Transport och kommunikationer
Motorvägen A3 (Zagreb-Slavonski Brod-Belgrad) passerar strax norr om staden. Ett lokalt järnvägsspår förbinder Županja med Vinkovci och en bro över gränsfloden Sava förbinder staden med den bosniska gränsorten Orašje.